# 櫛夢角鮟鱇
櫛夢角鮟鱇為輻鰭魚綱鮟鱇目棘茄魚亞目夢角鮟鱇科櫛夢角鮟鱇屬的其中一種。分布於東南太平洋區的智利海域，屬深海魚類。